# Amber Tysiak
Amber Tysiak (Helchteren, 26 gennaio 2000) è una calciatrice belga, difensore del West Ham e della nazionale belga.

## Biografia
Tysiak nasce e cresce con la famiglia a Helchteren, centro abitato del comune belga di Houthalen-Helchteren situato nella provincia fiamminga del Limburgo belga. Fin da giovanissima ha dimostrato una predilezione per gli sport, iniziando a praticare la ginnastica prima di abbandonarla in favore del calcio, fattole conoscere dal fratello che con lui ha giocato, con i ragazzi, nella squadra locale KFC Helson Helchteren dai sette ai sedici anni d'età.

## Carriera

### Club
Nel 2016 si trasferisce alla sua prima squadra interamente femminile, il Genk, club dell'omonima città, venendo aggregata alla squadra che disputa la Super League, livello di vertice del campionato belga di categoria, debuttandovi il 14 ottobre, nell'incontro pareggiato 1-1 in trasferta con l'Anderlecht rilevando Kerckhofs Yenthe al 71'. Rimane legata al club per altre tre stagioni, cogliendo come miglior risultato in campionato il terzo posto nella stagione 2017-2018 e disputando la stagione seguente la finale, persa per 2-0 con lo Standard Liegi, di Coppa del Belgio.
Nell'aprile 2020 viene annunciato il suo trasferimento all'OH Lovanio, con il quale ottiene nei due campionati 2020-2021 e 2021-2022 il secondo posto nei play-off 1 della seconda fase, entrambe dietro all'Anderlecht.
A gennaio 2023 ha lasciato l'OHL e si è trasferita al West Ham, militante nella Women's Super League inglese.

### Nazionale
Tysiak inizia a essere convocata dalla Federcalcio belga fin dal 2015, inizialmente nella formazione Under-17, disputando le qualificazioni all'Europeo di Bielorussia 2016, dove debutta nella pesante vittoria per 15-0 sulle pari età della Georgia, ottenendo solo quella presenza prima che la sua nazionale fallisse l'accesso alla fase finale. Rimasta in quota anche per la successiva fase di qualificazione all'Europeo di Repubblica Ceca 2017, viene chiamata assieme alle compagne di club Floor Caelen e Jill Verelst ed impiegata in tutti i sei incontri giocati dal Belgio, mancando anche in questa occasione l'accesso alla fase finale.
Nel 2017 arriva la prima convocazione in Under-19, debuttando il 17 ottobre nella vittoria per 5-1 con la Macedonia, primo dei tre incontri della prima fase di qualificazione all'Europeo di Svizzera 2018, squadra che poi non riesce ad accedere alla fase finale. Dopo una serie di amichevoli disputa inoltre la fase élite delle successive qualificazioni all'Europeo di Scozia 2019, scendendo in campo in tutti i tre incontri che assicurano alla sua squadra l'accesso alla fasi finale che mancava al Belgio dall'edizione di Norvegia 2014. Confermata in rosa dal tecnico Xavier Donnay, in Scozia viene impiegata in due dei tre incontri della fase a gironi prima che la sua nazionale venisse eliminata dal torneo.
Di oltre un anno più tardi è la chiamata nella nazionale maggiore, testata dal commissario tecnico Ives Serneels nell'amichevole del 18 febbraio 2021 allo Stadio Re Baldovino di Bruxelles persa per 6-1 con le campionesse d'Europa in carica dei Paesi Bassi. Il ct belga le concede fin dalla sua prima convocazione piena fiducia, facendola scendere in campo da titolare e confermandola titolare anche in gran parte dei successivi impegni del Belgio.
Nel febbraio 2022 ha fatto parte della rosa della nazionale belga che ha vinto la Pinatar Cup, prima vittoria della Red Flames in un torneo internazionale. Successivamente, è stata inserita da Serneels nella rosa delle 23 giocatrici convocate per il campionato europeo 2022.

## Statistiche

### Cronologia presenze e reti in nazionale
| Cronologia completa delle presenze e delle reti in nazionale ― Belgio | Cronologia completa delle presenze e delle reti in nazionale ― Belgio | Cronologia completa delle presenze e delle reti in nazionale ― Belgio | Cronologia completa delle presenze e delle reti in nazionale ― Belgio | Cronologia completa delle presenze e delle reti in nazionale ― Belgio | Cronologia completa delle presenze e delle reti in nazionale ― Belgio | Cronologia completa delle presenze e delle reti in nazionale ― Belgio | Cronologia completa delle presenze e delle reti in nazionale ― Belgio |
| Data                                                                  | Città                                                                 | In casa                                                               | Risultato                                                             | Ospiti                                                                | Competizione                                                          | Reti                                                                  | Note                                                                  |
| --------------------------------------------------------------------- | --------------------------------------------------------------------- | --------------------------------------------------------------------- | --------------------------------------------------------------------- | --------------------------------------------------------------------- | --------------------------------------------------------------------- | --------------------------------------------------------------------- | --------------------------------------------------------------------- |
| 18-2-2021                                                             | Bruxelles                                                             | Belgio                                                                | 1 – 6                                                                 | Paesi Bassi                                                           | Amichevole                                                            | -                                                                     | 35’                                                                   |
| 21-2-2021                                                             | Aquisgrana                                                            | Germania                                                              | 2 – 0                                                                 | Belgio                                                                | Amichevole                                                            | -                                                                     |                                                                       |
| 11-4-2021                                                             | Bruxelles                                                             | Belgio                                                                | 1 – 0                                                                 | Irlanda                                                               | Amichevole                                                            | -                                                                     |                                                                       |
| 10-6-2021                                                             | Madrid                                                                | Spagna                                                                | 3 – 0                                                                 | Belgio                                                                | Amichevole                                                            | -                                                                     |                                                                       |
| 17-9-2021                                                             | Danzica                                                               | Polonia                                                               | 1 – 1                                                                 | Belgio                                                                | Qual. Mondiali 2023                                                   | -                                                                     | 51’                                                                   |
| 21-9-2021                                                             | Bruxelles                                                             | Belgio                                                                | 7 – 0                                                                 | Albania                                                               | Qual. Mondiali 2023                                                   | -                                                                     |                                                                       |
| 21-10-2021                                                            | Lovanio                                                               | Belgio                                                                | 7 – 0                                                                 | Kosovo                                                                | Qual. Mondiali 2023                                                   | -                                                                     |                                                                       |
| 26-10-2021                                                            | Oslo                                                                  | Norvegia                                                              | 4 – 0                                                                 | Belgio                                                                | Qual. Mondiali 2023                                                   | -                                                                     |                                                                       |
| 25-11-2021                                                            | Lovanio                                                               | Belgio                                                                | 19 – 0                                                                | Armenia                                                               | Qual. Mondiali 2023                                                   | 3                                                                     |                                                                       |
| 30-11-2021                                                            | Lovanio                                                               | Belgio                                                                | 4 – 0                                                                 | Polonia                                                               | Qual. Mondiali 2023                                                   | -                                                                     |                                                                       |
| 16-2-2022                                                             | San Pedro del Pinatar                                                 | Slovacchia                                                            | 0 – 4                                                                 | Belgio                                                                | Pinatar Cup 2022                                                      | -                                                                     |                                                                       |
| 19-2-2022                                                             | San Pedro del Pinatar                                                 | Galles                                                                | 0 – 0 (1 - 3 dtr)                                                     | Belgio                                                                | Pinatar Cup 2022                                                      | -                                                                     | 64’                                                                   |
| 22-2-2022                                                             | San Pedro del Pinatar                                                 | Belgio                                                                | 0 – 0 (7 - 6 dtr)                                                     | Russia                                                                | Pinatar Cup 2022                                                      | -                                                                     |                                                                       |
| 16-6-2022                                                             | Wolverhampton                                                         | Inghilterra                                                           | 3 – 0                                                                 | Belgio                                                                | Amichevole                                                            | -                                                                     | 46’                                                                   |
| 23-6-2022                                                             | Lier                                                                  | Belgio                                                                | 4 – 1                                                                 | Irlanda del Nord                                                      | Amichevole                                                            | -                                                                     | 85’                                                                   |
| 28-6-2022                                                             | Lier                                                                  | Belgio                                                                | 6 – 1                                                                 | Lussemburgo                                                           | Amichevole                                                            | 2                                                                     |                                                                       |
| 14-7-2022                                                             | Rotherham                                                             | Francia                                                               | 2 – 1                                                                 | Belgio                                                                | Euro 2022 - Fase a gironi                                             | -                                                                     | 70’ 82’, 89’                                                          |
| 2-9-2022                                                              | Lovanio                                                               | Belgio                                                                | 0 – 1                                                                 | Norvegia                                                              | Qual. Mondiali 2023                                                   | -                                                                     | 52’                                                                   |
| 6-10-2022                                                             | Vizela                                                                | Portogallo                                                            | 2 – 1                                                                 | Belgio                                                                | Qual. Mondiali 2023 - Play-off                                        | -                                                                     | 80’ 88’                                                               |
| 12-11-2022                                                            | Bruxelles                                                             | Belgio                                                                | 7 – 0                                                                 | Slovacchia                                                            | Amichevole                                                            | -                                                                     | 46’                                                                   |
| 2-7-2023                                                              | Kerkrade                                                              | Paesi Bassi                                                           | 5 – 0                                                                 | Belgio                                                                | Amichevole                                                            | -                                                                     |                                                                       |
| Totale                                                                |                                                                       | Presenze                                                              | 21                                                                    |                                                                       | Reti                                                                  | 5                                                                     |                                                                       |

## Palmarès

### Nazionale
- Pinatar Cup: 1

2022